# 王如珍
王如珍（1942年12月—），女，汉族，河南孟津人，中华人民共和国政治人物。

## 生平
1961年9月至1966年，在西北农学院农机系农机专业学习。1966年7月至1968年5月，留校待分配。1968年5月至1983年12月，任河南省宜阳油泵厂技术员，河南省洛阳地区机械局技术员、重工业局机械科科长。1980年11月，加入中国共产党。1983年12月至1984年9月，任洛阳地区工业局副局长、局长。1984年9月至1986年2月，任洛阳地区行政公署副专员。1986年2月至1990年7月，任中共三门峡市委副书记、三门峡市市长。1990年7月至1995年10月，任中共三门峡市委书记。1995年10月，起任全国供销合作总社理事会副主任、党组成员。2003年3月，当选为第十届全国人大农业与农村委员会委员。此外担任中共第十四届、十五届中央候补委员。